# Ла-Плата (Міссурі)
Ла-Плата (англ. La Plata) — місто (англ. city) в США, в окрузі Мейкон штату Міссурі. Населення — 1257 осіб (2020).

## Географія
Ла-Плата розташована за координатами 40°1′26″ пн. ш. 92°29′27″ зх. д. / 40.02389° пн. ш. 92.49083° зх. д. (40.023942, -92.490924).  За даними Бюро перепису населення США в 2010 році місто мало площу 4,13 км², з яких 4,11 км² — суходіл та 0,02 км² — водойми.

## Демографія
Згідно з переписом 2010 року, у місті мешкало 1366 осіб у 584 домогосподарствах у складі 364 родин. Густота населення становила 331 особа/км².  Було 683 помешкання (165/км²).
Расовий склад населення:
| - 96,5 % — білих - 0,5 % — вихідців з тихоокеанських островів - 0,2 % — чорних або афроамериканців - 0,1 % — азіатів - 1,0 % — осіб інших рас |

До двох чи більше рас належало 1,7 %. Частка іспаномовних становила 1,3 % від усіх жителів.
За віковим діапазоном населення розподілялося таким чином: 23,4 % — особи молодші 18 років, 54,2 % — особи у віці 18—64 років, 22,4 % — особи у віці 65 років та старші. Медіана віку мешканця становила 42,1 року. На 100 осіб жіночої статі у місті припадало 89,2 чоловіків;  на 100 жінок у віці від 18 років та старших — 86,3 чоловіків також старших 18 років.
Середній дохід на одне домашнє господарство  становив 40 834 долари США (медіана — 36 094), а середній дохід на одну сім'ю — 48 919 доларів (медіана — 46 359). Медіана доходів становила 38 984 долари для чоловіків та 24 583 долари для жінок. За межею бідності перебувало 19,5 % осіб, у тому числі 32,2 % дітей у віці до 18 років та 5,8 % осіб у віці 65 років та старших.
Цивільне працевлаштоване населення становило 562 особи. Основні галузі зайнятості: освіта, охорона здоров'я та соціальна допомога — 27,8 %, роздрібна торгівля — 18,0 %, мистецтво, розваги та відпочинок — 13,3 %, транспорт — 10,9 %.